# Långevatten (Ucklums socken, Bohuslän, 644835-127657)
Långevatten är en sjö i Stenungsunds kommun i Bohuslän och ingår i Göta älv-Bäveåns kustområde. Sjöns area är 0,022 kvadratkilometer och den befinner sig 121 meter över havet.